# Arthur Piedfort
Arthur Piedfort (Herentals, 1 februari 2005) is een Belgisch voetballer die sinds 2023 uitkomt voor KVC Westerlo.

## Clubcarrière
Piedfort sloot zich in 2013 aan bij de jeugdopleiding van PSV. Daarvoor speelde hij bij FC Gierle en Lierse SK. In maart 2022 ondertekende hij zijn eerste profcontract bij PSV. Op 17 maart 2023 maakte Piedfort zijn debuut in het shirt van Jong PSV, het tweede elftal van PSV dat uitkomt in de Eerste divisie: in de met 2-1 gewonnen thuiswedstrijd tegen De Graafschap liet trainer Adil Ramzi hem in de 89e minuut invallen voor August Priske Flyger.
In mei 2023 ondertekende Piedfort een vierjarig contract bij de Belgische eersteklasser KVC Westerlo. Op 4 november 2023 maakte Arthur Piedfort zijn debuut voor KVC Westerlo. In de 0-2 gewonnen uitwedstrijd tegen OH Leuven liet trainer De Roeck hem starten in de basis. Sindsdien is Piedfort een vaste waarde in het A-kern team van KVC Westerlo.

## Clubstatistieken
| Seizoen     | Club         | Competitie      | Competitie | Competitie | Competitie | Beker | Beker | Beker | Internationaal | Internationaal | Internationaal | Totaal | Totaal | Totaal |
| Seizoen     | Club         | Competitie      | Wed.       | Dlp.       | Ass.       | Wed.  | Dlp.  | Ass.  | Wed.           | Dlp.           | Ass.           | Wed.   | Dlp.   | Ass.   |
| ----------- | ------------ | --------------- | ---------- | ---------- | ---------- | ----- | ----- | ----- | -------------- | -------------- | -------------- | ------ | ------ | ------ |
| 2022/23     | Jong PSV     | Eerste divisie  | 1          | 0          | 0          | —     | —     | —     | —              | —              | —              | 1      | 0      | 0      |
| Club Totaal | Club Totaal  | Club Totaal     | 1          | 0          | 0          | 0     | 0     | 0     | 0              | 0              | 0              | 1      | 0      | 0      |
| 2023/24     | KVC Westerlo | Eerste klasse A | 25         | 0          | 1          | 0     | 0     | 0     | —              | —              | —              | 25     | 0      | 1      |
| 2024/25     | KVC Westerlo | Eerste klasse A | 20         | 0          | 1          | 2     | 0     | 0     | —              | —              | —              | 22     | 0      | 1      |
| Club Totaal | Club Totaal  | Club Totaal     | 45         | 0          | 2          | 2     | 0     | 0     | 0              | 0              | 0              | 47     | 0      | 2      |
| Totaal      | Totaal       | Totaal          | 46         | 0          | 2          | 2     | 0     | 0     | 0              | 0              | 0              | 48     | 0      | 2      |

Bijgewerkt op 20 mei 2024.

## Privé
- Piedforts grootvader Alfons was een neef van Jef Piedfort, die in 1953 een interland speelde voor België.